# 브루스 카울링

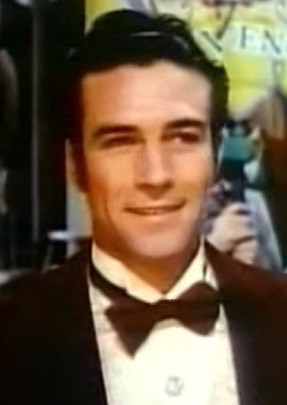

브루스 카울링(Bruce Cowling, 1919년 10월 30일 ~ 1986년 8월 22일)은 미국의 배우, 텔레비전 배우, 영화배우이다.
로스앤젤레스에서 사망하였다.

## 영화
- 불타는 전장 (1955년) - Capt. 마크스 역
- 용감한 린티 (1954년)
- 마스터슨 오브 캔사스 (1954년)
- 지옥문을 열어라 (1950년)
- 론 레인저 - 49년 시리즈 (1949년)
- 스트래톤 스토리 (1949년)
- 배틀그라운드 (1949년)
- 해적 (1948년)
- 잇 해펀드 인 브룩클린 (1947년)
- 틸 더 클라우즈 롤 바이 (1946년)